# Mercedes-Benz Citan
Mercedes-Benz Citan (код кузова W415/W420) — совместный компактный фургон компании Mercedes-Benz и альянса Renault Nissan, разработанный на основе Renault Kangoo и представленный в 2012 году для замены Mercedes-Benz Vaneo.

## История
В феврале 2012 года появились первые изображения разрабатываемого минивэна от компании Mercedes-Benz и альянса Renault Nissan. Серийная модель была представлена на выставке «IAA Commercial Vehicle Show» в Ганновере в сентябре 2012 года. Сборку автомобилей наладили на MCA, дочернем предприятии фирмы Renault, в северном французском городе Мобёж.
Разнообразие кузовов Mercedes-Benz Citan является решением разработчиков, позволяющим модели выйти на рынки как пассажирских, так и лёгких коммерческих транспортных средств. Для компании Mercedes-Benz это первый автомобиль после Mercedes-Benz Vito 1995 года, запущенный на коммерческий рынок.
Продажи в Европе стартовали в конце 2012 года.
2016 год стал самым успешным для Mercedes-Benz Citan за всю историю его существования — объёмы продаж модели выросли на 18%.

## Описание
Серийная модель Citan доступна с несколькими дизельными и бензиновыми двигателями мощностью от 75 до 114 л.с., а также с пакетом BlueEFFICIENCY.
Автомобиль предлагается в различных конфигурациях, включая фургон, грузопассажирский фургон и Mixto — пассажирский вариант. Также имеется ещё один пассажирский вариант — Citan Kombi. Кроме количества посадочных мест, автомобили различаются ещё и по размеру и грузоподъёмности.
Mercedes-Benz Citan выпускается с тремя вариантами колёсной базы: компактная (3.94 м, тип кузова — Panel Van), длинная (4.32 м, тип кузова — Dualiner) и очень длинная (4.71 м, тип кузова — Traveliner). Это, в свою очередь, позволяет обеспечить большой грузовой объём: 2,4 м3, 3,1 м3 и 3,8 м3 соответственно. По габаритам автомобиль можно сравнить с Citroën Berlingo, Fiat Doblo и Peugeot Partner. Citan (с длинной и очень длинной колёсной базой) стандартно поставляется с раздвижной дверью на правой стороне. Дополнительно присутствует раздвижная дверь с левой стороны.
Версия Combi, также известная как пассажирский Citan, способна с комфортом разместить 5 взрослых человек. В базовую комплектацию автомобиля входят: третий тормозной фонарь, насос гидроусилителя руля, система облегчения трогания с места на подъёме, пыльцевой фильтр, ABS, EBV, ASR, BAS, ограничители силы натяжения ремней безопасности на многоместном заднем сиденье, ремни безопасности с регулировкой по высоте, система центральной блокировки замков и асферические зеркала.

### Шасси
Подвеска спереди — пружинная независимая, типа Макферсон, сзади — полузависимая, работающая на кручение поперечная балка. Коробка передач 5 или 6-ступенчатая, механическая. С 2016 года на заказ для бензинового мотора доступна 6-ступенчатая роботизированная коробка передач EDC6. Привод на передние колёса. Рулевое управление реечное с электронным усилителем. Тормоза — дисковые.

### Двигатели
| Модель                 | Код двигателя | Рабочий объём | Мощность          | Годы выпуска |
| ---------------------- | ------------- | ------------- | ----------------- | ------------ |
| Бензиновые             |               |               |                   |              |
| 112 BlueEFFICIENCY     | M 200         | 1192 см3      | 114 л.с. (84 кВт) | с 06/2013    |
| Дизельные              |               |               |                   |              |
| 108 CDI                | OM 607        | 1461 см3      | 75 л.с. (55 кВт)  | с 09/2012    |
| 108 CDI BlueEFFICIENCY | OM 607        | 1461 см3      | 75 л.с. (55 кВт)  | с 09/2012    |
| 109 CDI                | OM 607        | 1461 см3      | 90 л.с. (66 кВт)  | с 09/2012    |
| 109 CDI BlueEFFICIENCY | OM 607        | 1461 см3      | 90 л.с. (66 кВт)  | с 09/2012    |
| 111 CDI                | OM 607        | 1461 см3      | 110 л.с. (81 кВт) | с 06/2013    |
| 111 CDI BlueEFFICIENCY | OM 607        | 1461 см3      | 110 л.с. (81 кВт) | с 06/2013    |

### Безопасность
Mercedes-Benz Citan прошёл тест Euro NCAP в 2013 году:
| Euro NCAP                                                                                        | Euro NCAP | Euro NCAP | Euro NCAP             |
| ------------------------------------------------------------------------------------------------ | --------- | --------- | --------------------- |
| · общий рейтинг                                                                                  |           |           |                       |
| 74%                                                                                              | 69%       | 56%       | 33%                   |
| взрослый пассажир                                                                                | ребёнок   | пешеход   | активная безопасность |
| Протестированная модель: Mercedes-Benz CITAN Kombi, 109 Blue Efficiency 'High' grade, LHD (2013) |           |           |                       |

Получив неудовлетворительные оценки, компания запросила перепроверку безопасности автомобиля:
| Euro NCAP                                                                                   | Euro NCAP | Euro NCAP | Euro NCAP             |
| ------------------------------------------------------------------------------------------- | --------- | --------- | --------------------- |
| · общий рейтинг                                                                             |           |           |                       |
| 79%                                                                                         | 81%       | 56%       | 70%                   |
| взрослый пассажир                                                                           | ребёнок   | пешеход   | активная безопасность |
| Протестированная модель: Mercedes-Benz CITAN Kombi, 109 Blue Efficiency 'High' grade (2013) |           |           |                       |